# Vyzas FC
Maillots
Le Athlitikos Gymnastikos Syllogos Vyzas Megaron (en grec moderne : Αθλητικός Γυμναστικός Σύλλογος Βύζας Μεγάρων, plus couramment abrégé en AGS Vyzas Megaron, est un club grec de football fondé en 1928 et basé dans la ville de Mégara.
Son nom fait référence au héros Byzas, originaire de Mégare et fondateur de Byzance.

## Histoire
Le Vyzas Football Club est formé en 1928 par des étudiants de Megara. Le club dispute le championnat de première division grecque (l'Alpha Ethniki) pendant 4 saisons, entre 1966 et 1970. Sa meilleure performance est une 7e place obtenue lors de la saison 1967-1968. 
Après avoir terminé à la 15e place en 1970, le Vyzas FC se voit relégué en Beta Ethniki, puis plus tard en Gamma Ethniki, et finalement en 4e division, la Delta Ethniki.
En 2001, le club parvient à accéder provisoirement à nouveau à la 3e division.

## Palmarès
| Compétitions nationales |
| --- |
| - Championnat régional (5) : - Champion : 1957-58, 1958-59, 1959-60, 1960-61 et 1961-62. - Championnat régional (2) : - Coupe régionale : 1957-58 et 1958-59. |

## Personnalités du club

### Présidents du club
- Konstantinos Kosivakis
- Dimitris Dragoumanidis
- Theodoros Michalaros

### Entraîneurs du club
| - Efthimios Georgoulis (2002) - Nikolaos Patsiris (2002) - Petros Xanthopoulos (2002 - 2003) - Georgios Ioakimidis (2003 - 2004) - Vasilis Stasinopoulos (2004) - Panagiotis Christopoulos (2004) - Vasilis Stasinopoulos (2004 - 2005) - Stelios Vogiatzis (2005) - Stavros Papandreou (2005) - Markos Mavromatis (2005) - Antonis Manikas (2005 - 2006) - Giannis Koronellos (2006) - Markos Mavromatis (2006 - 2007) - Vasilis Stasinopoulos (2007) - Dimitrios Spanos (2007) | - Soulis Papadopoulos (2007) - Petros Dimitriou (2007 - 2008) - Markos Mavromatis (2008) - Petros Dimitriou (2008) - Antonis Kasdovasilis (2008) - Nikos Kourbanas (2009 - 2010) - Markos Mavromatis (2010) - Dimitris Arnaoutis (2010) - Murat Seropian (2010 - 2011) - Ilias Fyntanis (2011) - Nikos Pantelis (2011) - Dimitrios Ikonomou (2011 - 2012) - Nikolaos Patsiris (2012) - Panagiotis Tzanavaras (2012) - Efthimios Georgoulis (2012 - 2013) | - Ilias Fyntanis (2013) - Athanasios Stamatopoulos (2013) - Miltos Gofas (2013) - Giannis Topalidis (2013) - Athanasios Stamatopoulos (2013) - Vangelis Goutis (2014) - Takis Anagnostopoulos (2014) - Kyriakos Michas (2014) - Vasilis Stasinopoulos (2014 - 2015) - Kyriakos Michas (2015) - Vasilis Stasinopoulos (2015 - 2016) - Panagiotis Christopoulos (2016 - ) |

### Anciens joueurs du club
- Dinos Kouis
- Sakis Kouvas
- Kostas Nestoridis